# Freital-Potschappel
Freital-Potschappel (niem: Bahnhof Freital-Potschappel) – stacja kolejowa w Freital, w kraju związkowym Saksonia, w Niemczech. Znajduje się na linii Dresden – Werdau w dzielnicy Potschappel. W latach 1884–1972 była punktem początkowym dla kolei wąskotorowej Freital-Potschappel – Nossen. Obecnie jest jednym z przystanków systemu S-Bahn w Dreźnie obsługiwanym przez pociągi linii S3. Według DB Station&Service ma kategorię 5.

## Linie kolejowe
- Linia Dresden – Werdau
- Linia Freital-Potschappel – Nossen
- Linia Potschappel-Hainsberger Verbindungsbahn